# Franz Xaver Biegger
Franz Xaver Biegger (* 17. Februar 1801 in Tettnang; † 10. November 1839 ebenda) war ein deutscher Jurist und Mitglied der Württembergischen Landstände (Zweite Kammer) im Vergeblichen Landtag von 1833.

## Leben
Biegger wurde 1801 als Sohn eines Organisten geboren und studierte nach dem Besuch des Gymnasiums in Tettnang Rechtswissenschaften in Wien und Tübingen. 1820 schloss er sich dem Burschenschaftlichen Kreis in Wien und 1821 der Burschenschaft Germania Tübingen an. Als Mitglied des Wiener Commersvereins wurde er inhaftiert und ausgewiesen. Nach seinem Studium arbeitete er als Rechtskonsulent und Stadtrat in Tettnang. 1833 wurde er Mitglied der Zweiten Kammer des Württembergischen Landtages. 1839 beging er Selbstmord, indem er sich aus Schwermut eine Kugel in den Kopf schoss.